# 대포병 레이더
대포병 레이더(영어: Counter-Battery Radar)는 적이 발사한 포탄이나 다연장 로켓포의 근원점을  역추적해 알아내는 레이더를 말한다.

## 제품
- 미국
  - AN/TPQ-36 파이어파인더
  - AN/TPQ-37 파이어파인더
  - AN/TPQ-47 레이더
  - AN/TPQ-53 레이더, 구형인 TPQ-36, TPQ-37을 대체한 신형 레이더
  - AN/MPQ-64 센티넬, 대포병 임무를 포함한 다목적 레이더, 호크 미사일 최신버전의 레이더
  - AN/TPS-80 레이더, 대포병 임무를 포함한 다목적 레이더
- 스웨덴
  - ARTHUR, 실전배치 1994년
- 인도
  - BEL 무기 위치 레이더(WLR), AN/TPQ-37 레이더를 바탕으로 개발되었다.
- 이스라엘
  - Red Color, 실전배치 2005년
  - EL/M-2084, 포탄 요격체계인 아이언 돔의 다목적 레이더
- 영국
  - 그린 아처, 실전배치 1962년
  - 심벨린, 실전배치 1975년
- 중국
  - 704식 레이더, 4대의 AN/TPQ-37 레이더가 중국에 수출되었으며, 이를 바탕으로 SLC-2 레이더, 704식 레이더를 개발했다.
- 대한민국
  - 천궁 레이더, 실전배치 2015년. AN/MPQ-64 센티넬과 제원이 거의 동일하다.
  - 대포병탐지레이더-II